# Havaika flavipes
Havaika flavipes is een spinnensoort uit de familie springspinnen (Salticidae). De soort komt voor op de Marquesaseilanden.